# ماركو كاتس
ماركو كاتس (بالإنجليزية: Marco Katz)‏ هو عازف مترددة ‏ أمريكي، ولد في 16 مارس 1957 في نيويورك في الولايات المتحدة.

## وصلات خارجية
- ماركو كاتس على موقع IMDb (الإنجليزية)